# Cai Qian
Cai Qian (1761-1809) (Kinesisk: 蔡 牽; Pinyin: Cài Qiān) var en kinesisk søkøbmand, som nogle betragter som pirat under Qing-dynastiet.

## Liv og gerning
Cai Qian blev født i Tong'an-distriktet, som er et område i præfekturet Quanzhou i Fujian i Kina. Disse oplysninger er imidlertid ikke i overensstemmelse med de oplysninger, der findes i andre kilder. For eksempel identificerede forskeren Jiao Xun, Zhangzhou som Cais fødested, mens officielle optegnelser viser - baseret på en rapport fra generalguvernøren i Fujian til kejseren (under Ruan Yuans tid som guvernør) - at Cai kom fra landsbyen Xiapu, også i Tong'an-området.
Der er meget lidt information om hans tidlige liv, bortset fra at han levede et hårdt liv, først som bonde og derefter som fisker. På grund af sult blev han pirat i 1794. Han blev beskrevet af andre pirater som lille af statur, men ret ambitiøs og lod sig ikke stoppe af noget for at stige i rangordningen. Han siges at have brugt sin egen kone til at lokke en rival i en fælde. Hans list og ambition tillod ham at trives blandt de konstant stridende bander og pirathøvdinge i det Sydkinesiske Hav.
På højden af sin magt kommanderede han og Cheung Po Tsai over hundredvis af skibe og tusindvis af pirater; han var Cheungs samarbejdspartner. De udbyttede andre på havene i Fujian, Guangdong og Taiwanstrædet og blev betragtet som en stor trussel mod kinesisk politisk stabilitet. Eftersom britiske forretningsmænd solgte engelske våben til Cheung, blev Qianlong-kejseren vred på briterne. Qianlong-kejseren lagde skylden på George Macartney for dette problem, hvilket førte til kinesisk fjendtlighed over for Storbritannien under Ritestriden i Kina. I 1799 giftede Cai sig med en våbenekspert, der talte engelsk. Hendes ekspertise kan have været til gavn for deres ophobning af rigdom. Nogle kilder siger, at hun hedder Lin Yuyau (林玉 腰), og at hun havde boet i Fangyuan i Changhua på Taiwan.
I 1802 besatte Cai Xiamens våbenbaser.
I 1804 og 1805 angreb Cai og Cheung to gange Taiwans provinsielle hovedstad Tainan, men blev besejret. I kamp i 1804 besejrede Cheung Qing-flåden fra Wenzhou. Inden for de næste fire år kæmpede han for mange kampe mod Tsai og Cai og sværgede på at ødelægge deres flåder.
I januar 1808 lykkedes det næsten for admiraler fra Fujian og Zhejiang at ødelægge deres flåde nær Hong Kong under en kamp, der varede en dag og nat. De lykkedes at besejre deres fjender og forårsagede, at Qings flåde begyndte at frygte Cheung og Cai.
I 1809 omringede Wang Delu, der nu var generalkaptajn for Fujians flåde, Cai Qian ud for Wenzhou-kysten (Zhejiang). På grund af manglende styrke til at undslippe omringningen begik Cai selvmord ved at skyde sig med en kugle af guld. Ryder hævder, at Cai havde en stor skat, der var skjult på Matsuøerne, men den er aldrig blevet fundet.